# 拉波特迪代尔
拉波特迪代尔（法語：La Porte du Der，法語發音：[la pɔʁt dy dɛʁ]）是法国上马恩省的一个市镇，属于圣迪济耶区。

## 地名
“拉波特迪代尔”（La Porte du Der）一名在法语中意为“代尔之门”。

## 历史
拉波特迪代尔成立于2016年1月1日，由原市镇代尔地区蒙捷和罗贝尔马尼合并而成，其中前者为政府驻地。

## 地理
拉波特迪代尔（48°28'43"N, 4°46'15"E）面积47.21 平方千米，位于法国大東部大區上马恩省，该省份为法国东北部内陆省份，北起马恩省和默兹省，西接奥布省，西南接科多尔省，东南接上索恩省，东临孚日省。
与拉波特迪代尔接壤的市镇（或旧市镇、城区）包括：塞丰、弗朗帕、普朗吕、里沃代尔瓦斯、蒂约、瓦耶孔特、拉讷维尔阿雷米、巴伊欧福日、索姆瓦尔、梅尔特吕。
拉波特迪代尔的时区为UTC+01:00、UTC+02:00（夏令时）。

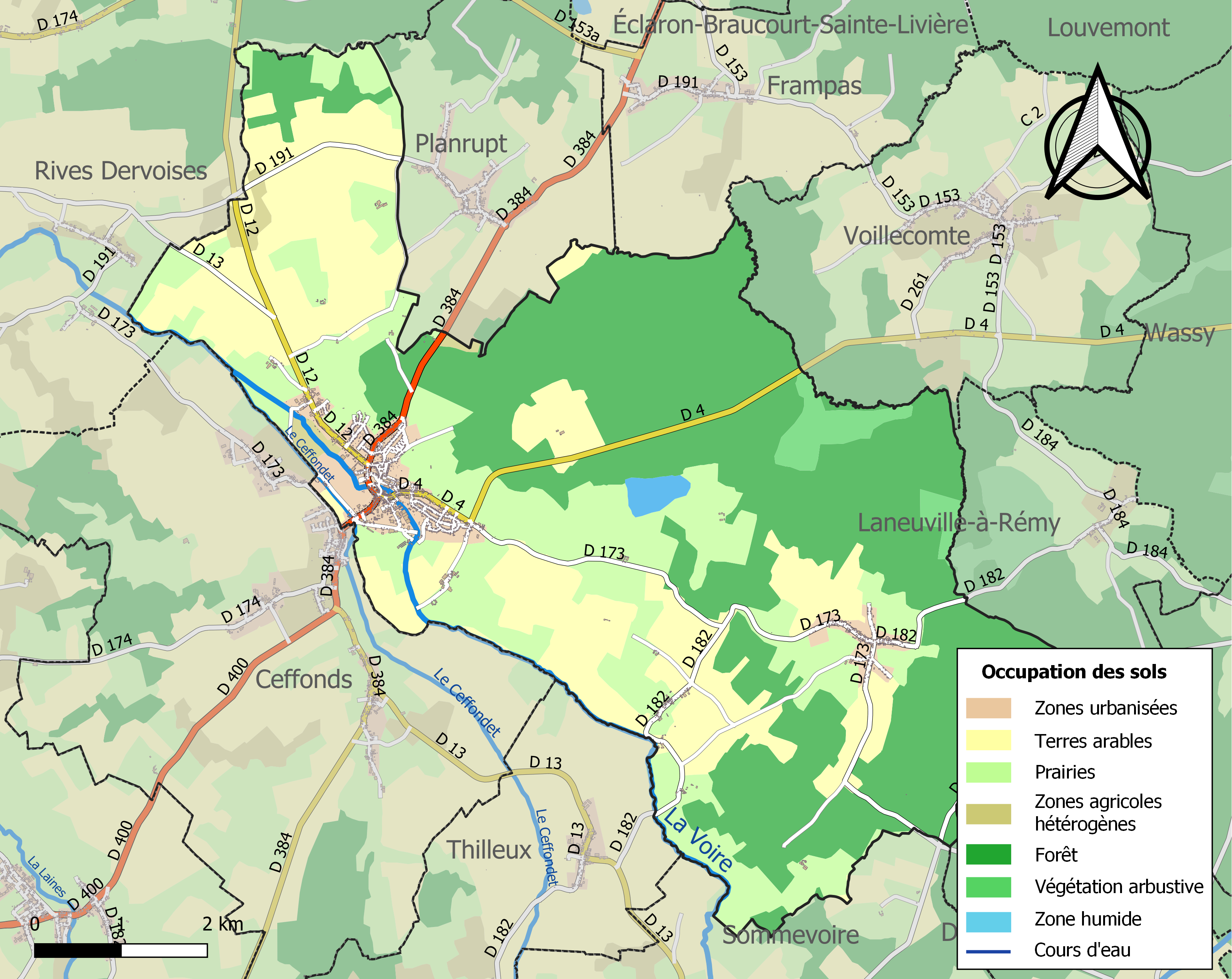
拉波特迪代尔的OSM定位图

## 行政
拉波特迪代尔的邮政编码为52220，INSEE市镇编码为52331。

## 政治
拉波特迪代尔所属的省级选区为瓦西县。

## 人口
拉波特迪代尔于2022年1月1日时的人口数量为2112人。